# هطول قاعدي

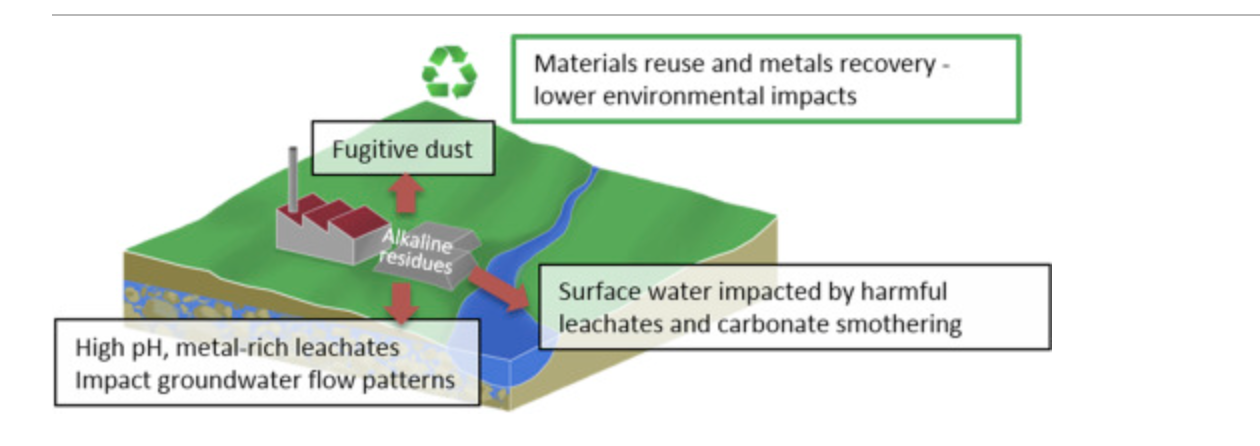
تأثير الهطول القاعدي على البيئة. تُنتج العمليات الصناعية هطولًا قاعديًا يتسرب إلى البيئة، مثل المياه الجوفية، مما يُغير درجة الحموضة (pH)، أو قد يتحول إلى غبار متطاير في الهواء.

الهطول القاعدي أو الهطول القلوي يحدث عندما ينبعث أكسيد الكالسيوم أو هيدروكسيد الصوديوم في الغلاف الجوي، ويتم امتصاصهما عن طريق قطرات الماء في السحب، والتي تسقط في صورة مطر أو ثلج أو برد. ويمكن أن يزيد ذلك من الأس الهيدروجيني للتربة (أي درجة حموضة التربة) أو المسطحات المائية، والذي يمكن أن يؤدي إلى زيادة نمو الفطريات.
ويعد السبب الرئيسي للمطر القاعدي هو الانبعاثات الناجمة عن المصانع ومستودعات النفايات. ويمكن النظر إلى المطر القاعدي باعتباره عكس المطر الحمضي.